# Bella MacCallum
Bella Dytes MacIntosh MacCallum (nacida Cross, 1886 – 17 de marzo de 1927) fue una botánica y micóloga británica, y la primera Ph.D. de Nueva Zelanda de ciencia.

## Educación y vida tempranas
Bella nació en Timaru, Nueva Zelanda, hija de George y Rebecca Cross. Asistió al Instituto de Niñas Timaru, hoy Universidad de Canterbury, ganando una licenciatura en 1908; y la maestría en botánica, en 1909, con Primeros Honores de Clase. Ganó su doctorado por la Universidad de Nueva Zelanda en 1917, con una tesis sobre Phormium, un trabajo cuyos orígenes en 1909, fueron inspirados en la obra y consejo del Dr. Leonard Cockayne.
En 1915, se casó con Lance (Lancelot) Shadwell Jennings, y entonces comenzó a usar el "Bella Jennings". Ambos eran campeones de tenis e investigadores. El Capitán Jennings fue abatido el 15 de septiembre de 1916 en el Frente del oeste, a los 23 años. En 1919, se casó con Peter MacCallum en St Giles' Catedral en Edimburgo. Tuvo tres hijas de su segundo matrimonio.

## Carrera e investigaciones
En 1919, MacCallum se mudó a Inglaterra, donde estudió bacteriología en la Escuela Médica Cambridge, y luego pasó a la Universidad de Edimburgo, donde investigó fungi. 
Poco se sabe sobre su vida después de 1921; si se sabe que se mudaron a Australia con su marido patólogo; y que murió el 17 de marzo de 1927, al momento de dar nacimiento a su tercera hija, Bella.

## Honores

### Membresías
- 1921: de la Sociedad Linneana de Londres.